# Robinet entre deux feux
Pour les articles homonymes, voir robinet.
Pour plus de détails, voir Fiche technique et Distribution.
Robinet entre deux feux (titre original : Robinet tra due fuochi) est un court-métrage muet italien réalisé par Marcel Fabre, sorti en 1911.

## Fiche technique
Sauf indication contraire, les informations mentionnées dans cette section peuvent être confirmées par la base de données cinématographiques IMDb,  présente dans la section « Liens externes ».
- Titre original : Robinet tra due fuochi
- Titre français : Robinet entre deux feux
- Réalisation : Marcel Fabre
- Société de production : Ambrosio Film
- Pays d'origine :  Royaume d'Italie
- Langue : italien
- Format : Noir et blanc – 1,33:1 – 35 mm – Muet
- Genre : comédie
- Longueur de pellicule : 216 mètres[1],[2],[3]
- Année : 1911
- Dates de sortie :
  - Royaume d'Italie : décembre 1911
  - France : 15 décembre 1911

## Distribution
- Marcel Fabre : Robinet
- Nilde Baracchi : Robinette
- Gigetta Morano
- Ernesto Vaser